# Barrio LGBT

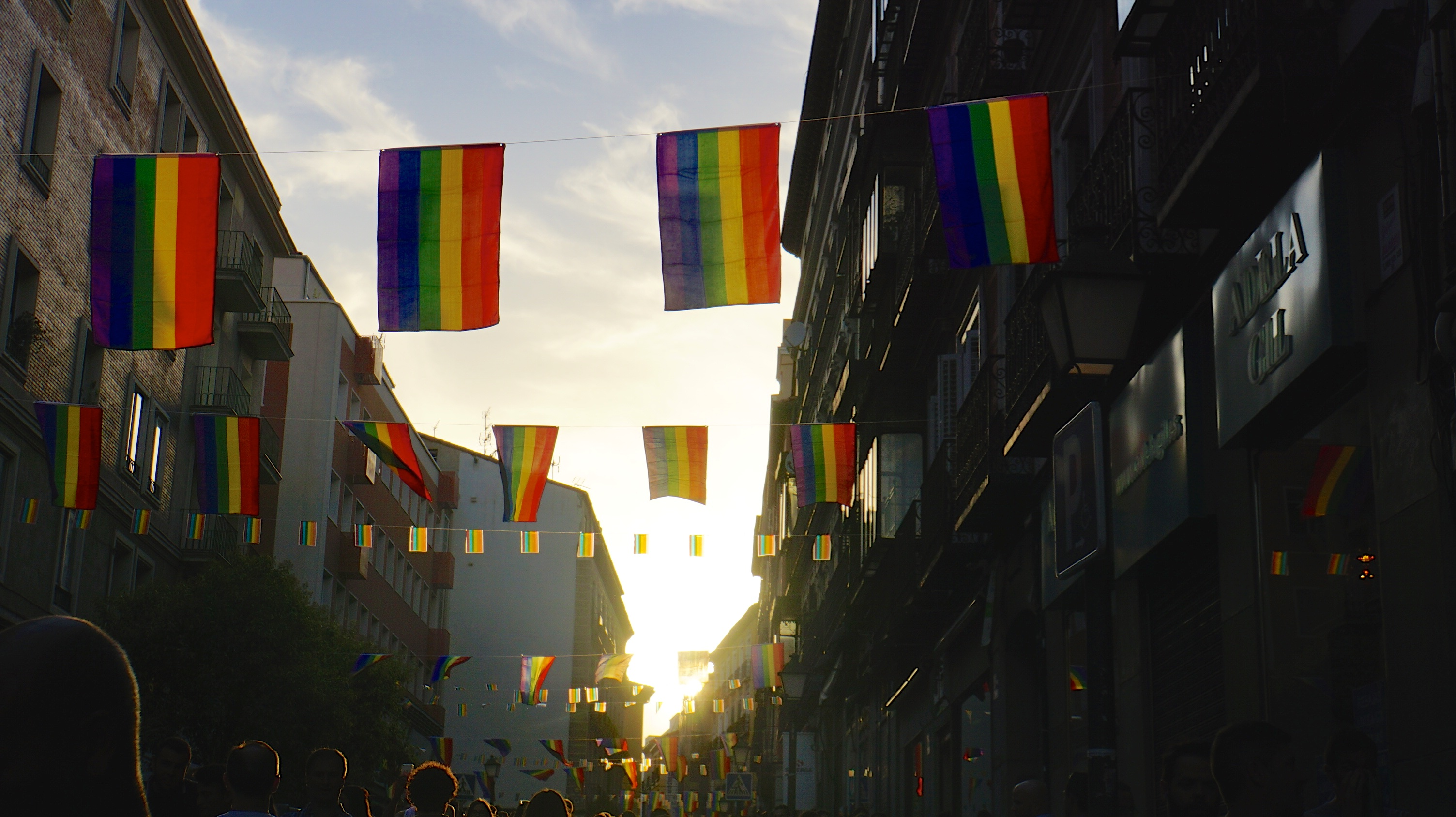
Celebración del "Pride Orgullo 2015" en el Barrio de Chueca, en Madrid.

Un barrio LGBT, barrio LGTB o barrio gay (también conocido con su término inglés gay village o pueblo gay) es un área urbana con fronteras generalmente reconocidas cuya población es mayoritariamente, o al menos en un alto porcentaje de personas, del colectivo LGTB: lesbianas, gais, transexuales y/o bisexuales. Este tipo de barrios además frecuentemente contienen una serie de establecimientos de ambiente como bares gais, discotecas gay, saunas, restaurantes, librerías u otros negocios orientados a este público.

## Historia
En los años 1920 se generalizó el término gueto para describir las áreas segregadas habilitadas para varios grupos que la mayoría de la sociedad consideraba fuera de la norma, incluidos pobres, minorías raciales, homosexuales, bohemios o prostitutas. Aunque el concepto de barrios separados ya se había puesto en práctica para las minorías religiosas desde la Edad Media como es el caso de las juderías, morerías y barrios cristianos en los países musulmanes.
Estos guetos se situaban generalmente en distritos deteriorados del centro de las ciudades, comúnmente masificados donde las minorías sexuales podían congregarse anónimamente. Desde este punto de vista estos espacios eran lugares marginales creados debido a la homofobia de la comunidad heterosexual mayoritaria, pero por otro lado proporcionaban seguridad a las minorías sexuales o de género. Hay que recordar que en aquella época en la mayoría de los países estaban vigentes leyes para la represión de la homosexualidad. Por esto las comunidades gais especializadas no existieron hasta los años 1960 y 1970, limitándose los guetos a zonas de bares y lugares de reunión clandestina donde se pudiera escapar de la estrecha presión policial. Por ejemplo en Nueva York la congregación de hombres gay había sido ilegal hasta 1965 y cualquier bar de ambiente abiertamente gay podía perder su licencia para servir alcohol. La brutal redada policial en el bar Stonewall Inn el 27 de junio de 1969 marcaría un punto de inflexión. Los disturbios que se provocaron, movilizando a un millar de personas durante tres días en las calles, supusieron el principio del movimiento gay y un cambio fundamental no solo en la comunidad gay sino en la sociedad en general. Los acontecimientos sucesivos convirtieron a los guetos de un mero lugar de bares y zonas de cruising a verdaderas comunidades, a lo largo de toda Norteamérica en un principio y extendiéndose al resto del mundo enseguida. Esta transición «de los bares a las calles, de la noche al día y de la "desviación sexual" a la forma de vida alternativa» fue un momento crítico en el desarrollo de la comunidad gay.

## Gentrificación y consumismo
Se han observado fenómenos de gentrificación en el desarrollo de varios barrios gais. Este fenómeno se produce cuando un área deprimida empieza a ser ocupada por población de mayor poder adquisitivo y por ello empieza a regenerarse y desarrollarse. Fenómenos de este tipo se han observado en los barrios gais de San Francisco o Madrid. Por ejemplo, se constató que la presencia de hombres gais en San Francisco fue el principal motivo del crecimiento de la industria inmobiliaria de la zona y como consecuencia el resurgimiento urbano de la ciudad en los años 1970. Además de la industria inmobiliaria el surgimiento de tiendas y negocios que se crean para cubrir las necesidades de esta nueva población hace que se beneficie toda la economía en general de la zona.
Un fenómeno paralelo a la creación de estas áreas es la afluencia turística de homosexuales, sobre todo en las fiestas de celebración del orgullo gay, como por ejemplo la Marcha del orgullo LGBT de Sídney, el Europride, el Worldpride o las Outgames mundiales. Todo ello lleva también al sostenimiento de una red hotelera y hostelera para cubrir esta demanda turística, así como las industrias de objetos de consumo gay que estos turistas adquirirán en estas zonas por no estar tan fácilmente disponibles en sus áreas de origen, como pueden ser libros, películas, moda o artículos de sexshop.

## Lista de barrios gay
Existen numerosos barrios LGBT en el mundo que son importantes. Son zonas donde se concentra gran número de gente del colectivo y que forman parte de forma no oficial de sus centros sociales. Cuando en el listado no se indique un nombre específico significará que la ciudad entera se considera una zona gay, generalmente porque allí se concentran gais de otras partes del país haciendo que el porcentaje de gais de la ciudad sea muy alto como es el caso de San Francisco, aunque también tiene barrio gay. También puede ser porque es una zona que recibe turismo gay como son los casos de Mykonos, Sitges o Ibiza.

### América

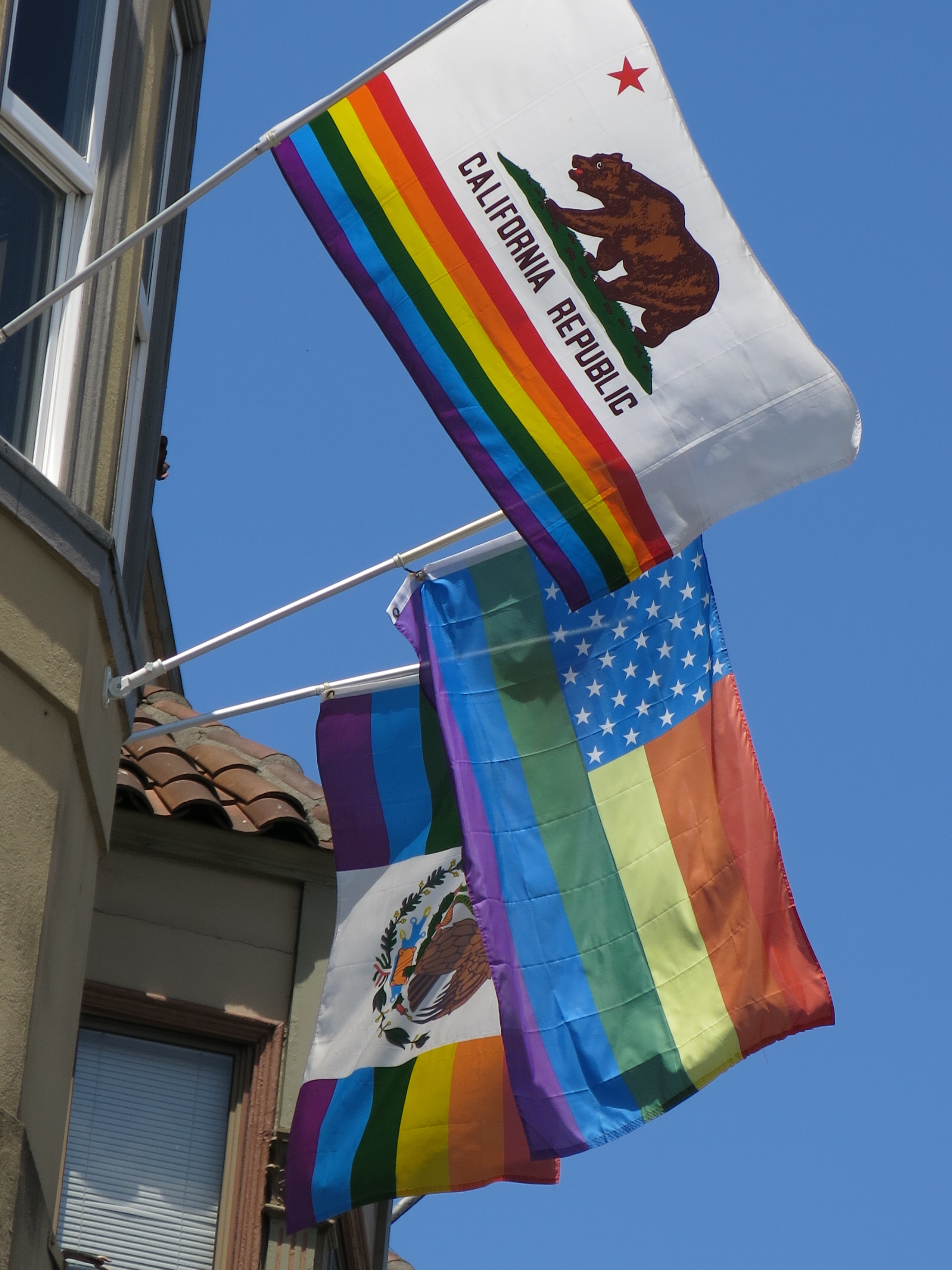
La bandera arcoíris ondea todo el año en el barrio californiano de Castro, en San Francisco.

| País      | Nombre del barrio                                         | Ciudad           |
| --------- | --------------------------------------------------------- | ---------------- |
| Argentina | Palermo, San Telmo                                        | Buenos Aires     |
| Brasil    | Baixo Augusta                                             | São Paulo        |
| Brasil    | Jardins                                                   | São Paulo        |
| Canadá    | Plateau Mont-Royal                                        | Montreal         |
| Canadá    | Church and Wellesley, The Annex St. James Town, Riverdale | Toronto          |
| Canadá    | Davie Village                                             | Vancouver        |
| Chile     | Barrio Lastarria                                          | Santiago         |
| Colombia  | Chapinero                                                 | Bogotá DC        |
| Colombia  | El Poblado (Medellín)                                     | Medellín         |
| EE. UU.   | Asbury Park                                               | Nueva Jersey     |
| EE. UU.   | Boystown                                                  | Chicago          |
| EE. UU.   | Castro                                                    | San Francisco    |
| EE. UU.   | Greenwich Village, Chelsea                                | Nueva York       |
| EE. UU.   | Hillcrest                                                 | San Diego        |
| EE. UU.   | South End                                                 | Boston           |
| EE. UU.   | South Beach                                               | Miami            |
| EE. UU.   | Ybor City                                                 | Tampa (Florida)  |
| EE. UU.   | West Hollywood                                            | Los Ángeles      |
| México    | Zona Rosa                                                 | Ciudad de México |
| México    | Zona Romántica                                            | Puerto Vallarta  |

### Europa

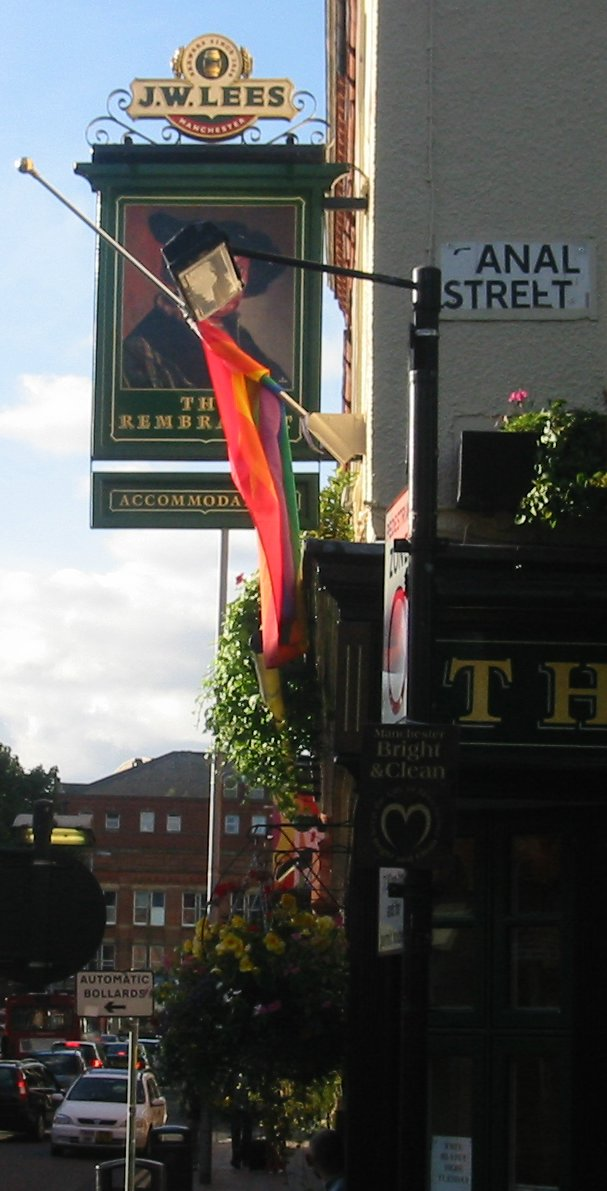
Cartel de Canal Street en Mánchester modificado
para que ponga calle anal.

| País         | Nombre del Barrio           | Ciudad                                   |
| ------------ | --------------------------- | ---------------------------------------- |
| Alemania     | Nollendorfplatz, Schöneberg | Berlín                                   |
| Alemania     | Colonia                     | Colonia                                  |
| España       | Chueca                      | Madrid                                   |
| España       | Gaixample                   | Barcelona                                |
| España       | Maspalomas                  | San Bartolomé de Tirajana (Gran Canaria) |
| España       | Costa Martiánez             | Puerto de La Cruz (Tenerife)             |
| España       | Sitges                      | Sitges (Barcelona)                       |
| España       | Mirador                     | Benidorm (Alicante)                      |
| Francia      | Le Marais                   | París                                    |
| Francia      | Saint-Pierre                | Burdeos                                  |
| Italia       | Gay Street                  | Roma                                     |
| Países Bajos | Grachtengordel              | Ámsterdam                                |
| Portugal     | Bairro Alto                 | Lisboa                                   |
| Reino Unido  | Liverpool                   | Liverpool                                |
| Reino Unido  | Canal Street                | Mánchester                               |
| Reino Unido  | Soho                        | Londres                                  |
| Suecia       | Södermalm                   | Estocolmo                                |
| Suiza        | Niederdorf                  | Zúrich                                   |

### Asia
| País      | Nombre del Barrio | Ciudad   |
| --------- | ----------------- | -------- |
| Japón     | Shinjuku ni-chome | Tokio    |
| Japón     | Doyama            | Osaka    |
| Singapur  | Tanjong Pagar     | Singapur |
| Tailandia | Silom             | Bangkok  |

### Oceanía

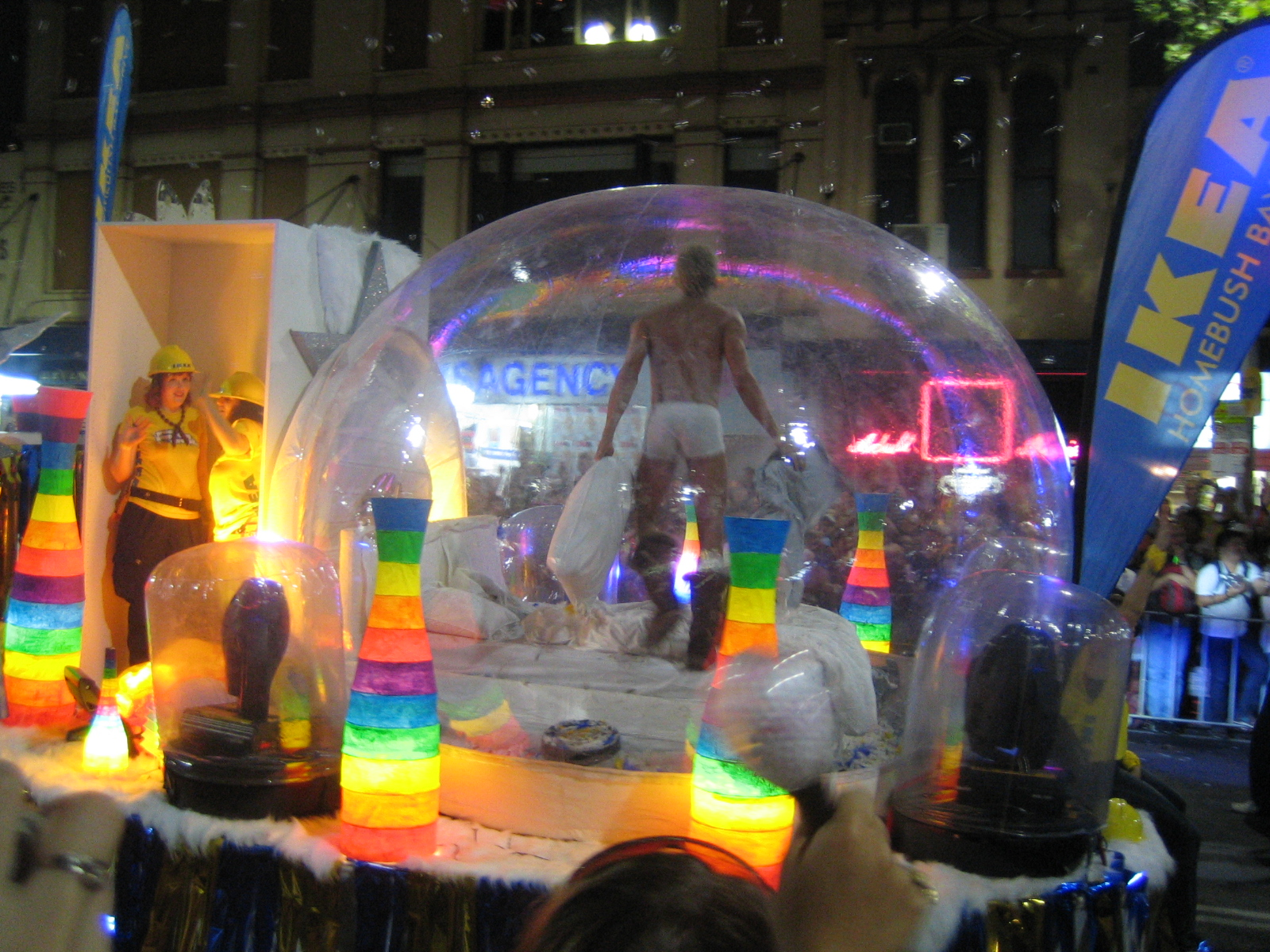
Carroza del Mardi Gras de Sídney en 2006.

#### Australia
| Nombre del Barrio                   | Ciudad    |
| ----------------------------------- | --------- |
| Surry Hills, Newtown.               | Sídney    |
| South Yarra, Collingwood, Kilda St. | Melbourne |
| Braddon, Kingston                   | Camberra  |
| Fortitude Valley                    | Brisbane  |
| Northbridge                         | Perth     |